# جرمی برنشتین
 جرمی برنشتین (انگلیسی: Jeremy Bernstein؛ زاده ۳۱ دسامبر ۱۹۲۹) یک فیزیک‌دان اهل ایالات متحده آمریکا است.